# 5756 Wassenbergh
Wassenbergh (asteróide 5756) é um asteróide da cintura principal, a 1,9955296 UA. Possui uma excentricidade de 0,2271132 e um período orbital de 1 515,33 dias (4,15 anos).
Wassenbergh tem uma velocidade orbital média de 18,53623871 km/s e uma inclinação de 7,5863º.
Este asteróide foi descoberto em 24 de Setembro de 1960 por Cornelis van Houten, Tom Gehrels.